# 住吉區
住吉區（日语：／ Sumiyoshi ku */?）是大阪市的24區之一，位于上町台地的最南端，隔大和川與堺市的堺區、北区隣接。

## 歷史

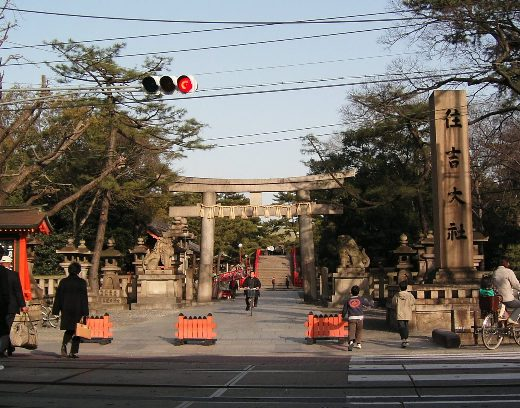
住吉大社

過去屬於攝津國住吉郡，過去還曾使用過「住吉」、「住之江」、「墨江」的地名；在5世紀時曾經有住吉津之港口，此後為了祈求航海安全也出現了住吉大社，14世紀南北朝时代的南朝也曾在此設立住吉行宮。
江戶時代分屬幕府直轄領、住吉大社的寺社、小田原藩、古河藩、高槻藩領地；1896年，住吉郡被併入東成郡，此後在1925年東成郡一同被併入大阪市。過去原屬住吉郡的區域在合併後被劃入新設立的住吉區，當時住吉區的範圍包括現在的阿倍野區、住吉區、住之江區、東住吉區、平野區。1943年住吉區決定被拆分為三個區，原先規劃拆成三個區後，位於東部的區命名為「東住吉區」，位於西北部的區由於原本住吉區的區公所位於此，此區繼續沿用「住吉區」之名，位於西南部的區則命名為「住之江區」；但由於位於西南部的住吉大社週邊居民反對使用「住之江」之名稱，最終決定西南部這區命名為「住吉區」，而西北部的區則改採用「阿倍野區」作為名稱。
在1950年代時現在轄區的東部和南部仍為廣大的農田，後來逐漸被開發成住宅區。
1974年原屬住吉區的西部被劃出新設立為住之江區。

## 交通

### 鐵路
西日本旅客鐵道
- 阪和線：長居站 - 我孫子町站 - 杉本町站

南海電氣鐵道
- 南海本線：粉濱站 - 住吉大社站
- 高野線：帝塚山站 - 住吉東站 - 澤之町站 - 我孫子前站

阪堺電氣軌道
- 阪堺線：塚西停留場（也位於西成區）- 東粉濱停留場 - 住吉停留場 - 住吉鳥居停留場（日语：住吉鳥居前停留場） - 細井川停留場 - 安立町停留場 - 我孫子道停留場
- 上町線：帝塚山三丁目停留場 - 帝塚山四丁目停留場 - 神之木停留場 - 住吉停留場

大阪市高速電氣軌道（大阪地下鐵）
- 御堂筋線：長居站 - 我孫子站

## 本地出身之名人
- 河合奈保子：1980年代歌手
- 小野坂昌也：配音員
- 澤井孝子：演員
- 前山田健一：作詞家、作曲家、編曲家及音樂製作人
- 大引啟次：棒球選手

## 犯罪
- 三菱銀行人質事件

## 外部連結
- （日語） 大阪市住吉區公所教育文化課的Facebook專頁
- （日語） 大阪市住吉區公所的X（前Twitter）
- （日語） YouTube上的住吉區公所頻道